# Tensore di curvatura di Ricci
In geometria differenziale il tensore di Ricci è un tensore che misura la curvatura di una varietà riemanniana. Si ottiene contraendo due indici del tensore di Riemann. Il tensore di Ricci, che deve il suo nome a Gregorio Ricci Curbastro, è un ingrediente dell'equazione di campo di Einstein ed è quindi importante per la formulazione della relatività generale.
Il tensore di Ricci è un tensore simmetrico di tipo (0,2), come il tensore metrico. Il tensore misura il modo in cui il volume varia localmente rispetto all'usuale volume di uno spazio euclideo.

## Definizione
Sia {\displaystyle M} una varietà riemanniana o una più generale varietà differenziabile dotata di una connessione {\displaystyle \nabla }.

### Definizione come contrazione
Il tensore di Ricci è il campo tensoriale definito contraendo due indici del tensore di Riemann nel modo seguente:
{\displaystyle R_{ij}={R^{k}}_{ikj}.}
Si tratta dell'unica contrazione che può dare un tensore non-nullo (altre possibilità danno un tensore nullo a causa delle simmetrie del tensore di Riemann). Per distinguerlo dal tensore di Riemann, nella notazione senza indici è a volte indicato con il simbolo {\displaystyle {\rm {Ric}}}.

### Con i simboli di Christoffel
In termini dei simboli di Christoffel, il tensore di curvatura di Ricci ha la forma seguente:
{\displaystyle R_{ij}={R^{k}}_{ikj}=\partial _{l}{\Gamma _{ji}^{l}}-\partial _{j}\Gamma _{li}^{l}+\Gamma _{l\lambda }^{l}\Gamma _{ji}^{\lambda }-\Gamma _{j\lambda }^{l}\Gamma _{li}^{\lambda }.}

## Proprietà algebriche

### Tensore simmetrico
Il tensore di Ricci di una varietà riemanniana, pseudoriemanniana o di una più generale connessione senza torsione è un tensore simmetrico:
{\displaystyle R_{ij}=R_{ji}\,\!.}
La simmetria è una conseguenza della prima identità di Bianchi.
Il tensore di Ricci di una varietà (pseudo-)riemanniana è quindi simmetrico di ordine (0,2), come il tensore metrico {\displaystyle g}. Si tratta quindi di una forma bilineare simmetrica definita su ogni spazio tangente. Confrontare il tensore di Ricci con il tensore metrico è quindi un'operazione naturale, che ha dato luogo (fra le altre cose) in fisica alla formulazione dell'equazione di campo di Einstein e in matematica alla soluzione della congettura di Poincaré.
Come tutte le forme bilineari simmetriche, il tensore di Ricci è determinato dalla forma quadratica associata, e quindi dai valori che la funzione
{\displaystyle v\mapsto {\rm {Ric}}(v,v)=R_{ij}v^{i}v^{j}}
assume sulla sfera dei vettori di norma unitaria dello spazio tangente.

### Varietà di Einstein
In una varietà riemanniana, se la funzione
{\displaystyle v\mapsto {\rm {Ric}}(v,v)}
è costante su tutti i vettori di lunghezza unitaria, allora il tensore di Ricci è un multiplo del tensore metrico
{\displaystyle R_{ij}=\lambda g_{ij}}
e la varietà è detta varietà di Einstein.

### Ricci e Riemann
Il tensore di Ricci determina il tensore di Riemann di una varietà riemanniana avente dimensione 2 o 3. In dimensione più alta questo non è più vero: ad esempio, esistono varietà Ricci-piatte (cioè con tensore di Ricci nullo) che non sono però Riemann-piatte (il tensore di Riemann non si annulla).

## Proprietà geometriche

### Media delle curvature sezionali
Le curvature sezionali di una varietà riemanniana determinano il tensore di Riemann e conseguentemente anche il tensore di Ricci. D'altra parte, il tensore di Ricci fornisce una media delle curvature sezionali lungo rette. Più precisamente, sia {\displaystyle v} un vettore tangente di lunghezza unitaria. Il numero
{\displaystyle {\rm {Ric}}(v,v)}
è la media delle curvature sezionali dei piani passanti per {\displaystyle v}, moltiplicata per {\displaystyle (n-1)}.

### Distorsione del volume
Il tensore di Ricci misura il modo in cui la forma volume della varietà differisce localmente dall'usuale forma volume euclidea. In una carta determinata da coordinate geodetiche intorno ad un punto, il tensore metrico è bene approssimato dalla metrica Euclidea, nel senso che vale la formula
{\displaystyle g_{ij}=\delta _{ij}+O(|x|^{2}).}
In queste coordinate, la forma volume ha la forma seguente.
{\displaystyle d\mu _{g}={\Big [}1-{\frac {1}{6}}R_{jk}x^{j}x^{k}+O(|x|^{3}){\Big ]}d\mu _{\delta }}
Quindi nelle direzioni {\displaystyle v} in cui il tensore di Ricci è positivo (cioè {\displaystyle \operatorname {Ric} (v,v)>0}) il volume è contratto rispetto al volume euclideo. In altre parole, la mappa esponenziale contrae il volume in queste direzioni.

## Definizioni correlate

### Curvatura di Ricci positiva o negativa
Se la funzione
{\displaystyle v\mapsto {\rm {Ric}}(v,v)}
è positiva, negativa, non-negativa, ecc. per tutti i vettori di lunghezza unitaria, allora la varietà è detta a curvatura di Ricci positiva, negativa, non-negativa, etc. Se la funzione è nulla, allora il tensore di Ricci è ovunque nullo, e la varietà è detta Ricci-piatta.

### Curvatura scalare
Il tensore di Ricci è l'unico tensore non nullo ottenuto contraendo due indici del tensore di Riemann. A loro volta, i due indici del tensore di Ricci possono essere contratti ed il risultato è la curvatura scalare
{\displaystyle R=g^{ij}R_{ij}.}
La curvatura scalare è quindi la traccia del tensore di Ricci.
A volte è utile una versione del tensore di Ricci avente traccia nulla. Si tratta del tensore seguente
{\displaystyle Z_{ij}=R_{ij}-{\frac {R}{n}}g_{ij}}
ottenuto togliendo al tensore di Ricci la sua traccia, divisa per la dimensione {\displaystyle n}. Questo tensore è effettivamente a traccia nulla, vale cioè la relazione
{\displaystyle Z_{ij}g^{ij}=0.}
In dimensione {\displaystyle n} maggiore o uguale a tre, il tensore {\displaystyle Z} è ovunque nullo se e solo se {\displaystyle R=\lambda g}, cioè se la varietà è una varietà di Einstein.

### Tensore di Einstein
Il tensore di Einstein è definito come
{\displaystyle G_{ij}=R_{ij}-{\frac {R}{2}}g_{ij}.}
Dove R è la curvatura scalare. Il tensore di Einstein è uno degli ingredienti principali dell'equazione di campo di Einstein. La proprietà cruciale di questo tensore è l'identità
{\displaystyle \nabla _{i}G^{ij}=0}
conseguenza della seconda identità di Bianchi.